# Bizantinismo
El bizantinismo o bizantismo es un término usado en ciencia política y filosofía política para designar el sistema político y la cultura del Imperio bizantino, y sus sucesores espirituales, en particular, los países de los Balcanes, el Imperio otomano y la parte eslava de Europa oriental.
El término, acuñado en el siglo XIX, tiene principalmente connotaciones negativas, que implican el exceso de complejidad y la autocracia. Esta reputación negativa destacó de la confusa 
complejidad de organización de sus ministerios, las elaborádisimas ceremonias de su corte y la abundancia de títulos honoríficos, así como su supuesta falta de liderazgo en los asuntos de guerra. Asimismo, el sistema bizantino "sugiere también una predilección por las intrigas, conspiraciones y asesinatos y en general una situación política inestable." Otra importante característica del Imperio era el cesaropapismo, o subordinación de la Iglesia al Estado.
El término ha sido criticado por los estudiosos modernos por ser una generalización que no es tan representativa de la realidad de la aristocracia y la burocracia bizantina.

## Discusión bizantina
Según la Enciclopedia Espasa es sinónimo de Discusión bizantina: "Dióse este nombre en sentido irónico al desmedido afán que mostraron los bizantinos por las disquisiciones y disputas teológicas.".

## El bizantinismo o estudio de la cultura y de la historia del Imperio romano de Oriente
También se denomina bizantinismo o estudios bizantinos al estudio académico de la cultura, las artes, las instituciones y la historia en general del Imperio bizantino, y bizantinistas a los investigadores consagrados a ahondar en este campo, que abarca unos mil años de complejo desarrollo.